# Фірмао
Фірмао — це компанія, що займається програмним забезпеченням і розробляє хмарну платформу Firmao. Це комплексна система управління компанією, що містить інструменти для управління взаємовідносинами з клієнтами (CRM), планування ресурсів підприємства (ERP), управління проєктами та системи управління складом (WMS).

## Історія
Фірмао була заснована Рафалом Намєчіньським, Артуром Млодзінським та Гжегожем Борковським, які отримали субсидії ЄС у 2009 році. Платформа була запущена у 2010 році на польському ринку і була розширена у 2013 році на німецький та англійський. З 2019 року система Фірмао доступна 12 мовами та продається по всьому світу. Станом на 2023 рік у Фірмао понад 100 000 платних і безкоштовних користувачів.
Згідно з дослідженням ринку компанії Buzz у 2022 році Фірмао CRM використовували 7% польських B2B компаній, які використовують CRM-систему для керування своєю роботою, що дає Firmao 5-те місце серед хмарних CRM-систем (1-е місце серед хмарних CRM-систем зроблених в Польщі).Фірмао має 6 офісів у світі, в тому числі один в Україні

## Програмне забезпечення
Фірмао — це комплексна платформа програмне забезпечення як послуга для управління компанією, яка надає такі інструменти, як:
- Управління клієнтами (CRM)[14][15]

- Планування ресурсів підприємства (ERP)

- Управління складом (WMS)

- Виставлення рахунків (повторюване)

- Управління пропозиціями та замовленнями[16]
- Управління завданнями та проектами (PMS)

- Обслуговування та розгляд скарг

- Livechat і Callback

- Мобільний додаток

## Інтеграції
Фірмао можна інтегрувати з багатьма сторонніми додатками, включаючи Google Calendar, Zapier і WooCommerce.

## Недоліки[20]
Інтеграція з Zapier доступна лише в найвищому пакеті ліцензії.
Складність у використанні — попри наявність багатьох функцій, деякі з них приховані або розміщені не інтуїтивно.

## Зовнішні посилання
- www.firmao.com.ua — офіційний сайт «Фірмао».